# 부즈클럽
부즈클럽 (VOOZ CLUB)은 한국의 캐릭터 브랜드 회사이다. 2000년 초 개발한 뿌까를 시작으로 캐릭터를 기반으로 한 애니메이션, 출판, 게임, 팬시, 의류 등의 콘텐츠를 개발하고 있다.
- 본사: 서울 강남구 역삼1동 684-23,24번지 부즈빌딩 2층
- 사원수: 31명(2013)
- 설립일: 2009.10.27
- 기업형태: 중소기업
- 매출액: 21.7억 원(2013)
- 산업군: 미디어/디자인
- 대표: 김유경[2]

## 제작 캐릭터[3]
뿌까
- 대사가 없는 슬랩스틱 코미디 장르이다.
- 해외 150여개국에 수출되었다.
- 부즈클럽에서 가장 먼저 만든 캐릭터이다.
- 나이: 10살
- 태어난 날: 7월 7일(게자리)
- 좋아하는 것: 자장면과 단무지 그리고 '가루'
- 싫어하는 것: 사랑을 방해하는 모든 것
- 등장인물: 뿌까, 가루, 아뵤, 칭, 다다, 소소, 주방장들(장뚱, 호오, 우워), 또베, 또베의 닌자단

캐니멀
- can + animal의 합성어
- 호기심이 많아 궁금한 것이 많다. 세상 모든곳을 놀이터라고 생각해서 어느 곳에서나 신나게 놀고 난장판을 만들기도 한다. 캐니멀들끼리 모여 몸(캔)을 높이 쌓을 수도 있고, 쥐도 새도 모르게 나타났다가 순식간에 사라질 수도 있다. 그래서 사람들은 누군가 장난을 쳐 놓은 흔적을 발견하지만 절대로 누가 그랬는지 알 수 없다.
- 캐니멀은 2009년 프랑스 깐느에서 개최한 Mipcom Junior에서 1천 여편 이상의 작품들 중 인기 순위 2위를 차지했고, 다음해 같은 행사장에서 열린 Kids jury에서는 어린이들이 선택한 최고의 애니메이션으로 뽑혔다. 2011년 대한민국 콘텐츠 어워드 대상, 캐릭터 대통령상 대상을 수상했다.
- 여러 회사들과 파트너십을 맺고 CF모델로도 활약하고 있다.
- 등장인물: 아토, 미미, 울리, 피지, 니아, 오즈, 토키, 포우, 레온, 단역 캐릭터(펭, 올리브, 코비, 핍, 보코, 코코보스, 우앙, 카프리, 무, 우가)

아둥가
- 아프리카 원주민의 흥겨운 음악과 춤의 리듬감을 모티브로 제작했으며, 정글에서 나와 역경을 헤쳐가며 힙합 스타로 성장하는 고릴라 캐릭터이다.
- 캠핑족이 정글에 두고 간 TV 속 뮤직비디오에서 아이돌 여가수를 보고 마음을 빼앗긴 아둥가는 정글을 떠나 한국에서 새로운 삶을 시작하게 되고, 여러 역경을 거친 끝에 꿈에 그리던 여가수와 콜라보레이션 앨범을 발표한다는 스토리를 가지고 있다.
- 마케팅 기업 제일기획과 함께 런칭한 신규 캐릭터르 부즈클럽은 캐릭터 제작 및 디자인 적용 등을 담당한다.
- 몇몇 CF에서 기존 광고 모델의 얼굴을 아둥가로 바꾸는 Fake CF를 집행했다.
- 아둥가의 목표인 힙합 스타가 되기 위해 정글을 나온 것처럼 몇몇 유명한 래퍼들과 함께 음원을 발표하고 뮤직비디오도 찍었다

또로& 로로
- 금호타이어의 기업캐릭터
- 타이어를 은유적으로 형상화한 캐릭터로 바퀴가 또로로로 굴러간다는 소리를 차용히여 이름이 '또로& 로로'이다.
- 부즈클럽은 금호타이어의 또로&로로 캐릭터를 리뉴얼하고 상품디자인을 위한 스타일 가이드와 메뉴얼 제작을 진행했다.
- 2014년에 제주 엘리펀시아에 금호타이어 홍보관을 오픈하였고, 그곳에 캐릭터 또로와 로로를 활용한 휴식 공간을 마련했다.

걱정인형
- 메리츠화재의 캐릭터로 부즈클럽이 2014년 리뉴얼했다.
- 부즈클럽은 걱정인형의 기존 봉제느낌을 살린 3D캐릭터 제작 및 3D매뉴얼 제작뿐만 아니라 3D를 활용한 이미지 제작 및 TV CF제작까지 참여했다.
- 걱정이 많아 잠 못 드는 아이에게 할머니가 실로 만든 인형을 건네주며 '이 인형이 네 걱정을 모두 가져가 줄거야'라고 이야기하는 괴테말라 인디어 전래동화에서 유래되었다.

MBIC
- MBC 캐릭터
- 부즈클럽은 MBIC을 2007년 개발했고, MBIC의 바이블과 매뉴얼을 제작하였다.

벨루가
- 롯데월드 아쿠아리움의 캐릭터이다.
- 부즈 클럽은 2014년 벨루가와 바다친구들을 개발했고, 벨루가의 바이블과 메뉴얼을 제작했다.
- 등장인물: 루루(벨루가), 가비(가오리), 레오(바다사자), 핑핑(펭귄)

유니와 친구들
- 윤선생의 영어교실의 캐릭터로 2013년 개발되었다.
- 부즈클럽은 바이블과 메뉴얼 제작뿐만 아니라 현재까지도 유니와 친구들의 애니메이션을 제작하고 있다.
- 등장인물: 유니, 코코, 피카, 토토, 샤일라, 아울리

시어(SEER)
- 타오미의 기업캐릭터
- 부즈클럽은 2012년 타오미의 캐릭터SEER와 Mole's World, Battle League캐릭터들을 리뉴얼하고 스타일 가이드를 제작했다. \
- 애니메이션으로 방영되었고 온라인 게임을 기반으로 제작되었다.

다크서클 브라더스
- 다크서클 브라더스는 태어날 때부터 다크서클을 갖고 있던 팡(팬더), 라구(너구리), 슬로(나무늘보)모여 레스토랑을 운영하는 이야기이다. 메뉴판을 돌려 메뉴가 정해지고, 메뉴판을 돌림과 동시에 쇼가 시작된다.
- 팬더 팡은 메뉴판을 돌리는 권한을 가지고 있으며 살짝 보스 기질이 있는 리더이다.
- 너구리 라구는 팡의 모든 명령을 따르며, 팡을 보조한다.
- 이름에서 알 수 있듯이 느리고 나태한 나무늘보 슬로는 청결을 담당하고 있다. 사실 슬로는 천천히 움직이지만 성실하게 임무를 수행한다.
- 손님이 레스토랑에 들어오면 오직 한가지 음식만 주문할 수 있다. 메뉴판을 돌리면 메뉴가 정해지고 쇼가 시작된다. 국내 최초 캐릭터 레스토랑의 주인공이 될 다크서클 브라더스는 2분 분량의 애니메이션으로 신메뉴를 소개한다.

닥쳐좀비
- Zone B섬에 사는 좀비들은 사람을 물지 않지만 쉴새없이 떠드는 좀비들을 조용히 시키지 못한다면 그 사람도 좀비가 되어버린다.
- 닥쳐좀비는 게임으로 런칭될 예정이다.

## 크리에이터 캐릭터
에드머
김한용의 모카
쯔양